# Parsauni Birta
Parsauni Birta (nep. पर्सौनी बिर्ता) – gaun wikas samiti w środkowej części Nepalu w strefie Narajani w dystrykcie Parsa. Według nepalskiego spisu powszechnego z 2001 roku liczył on 598 gospodarstw domowych i 4103 mieszkańców (1952 kobiet i 2151 mężczyzn).